# Walther Bronsart von Schellendorff

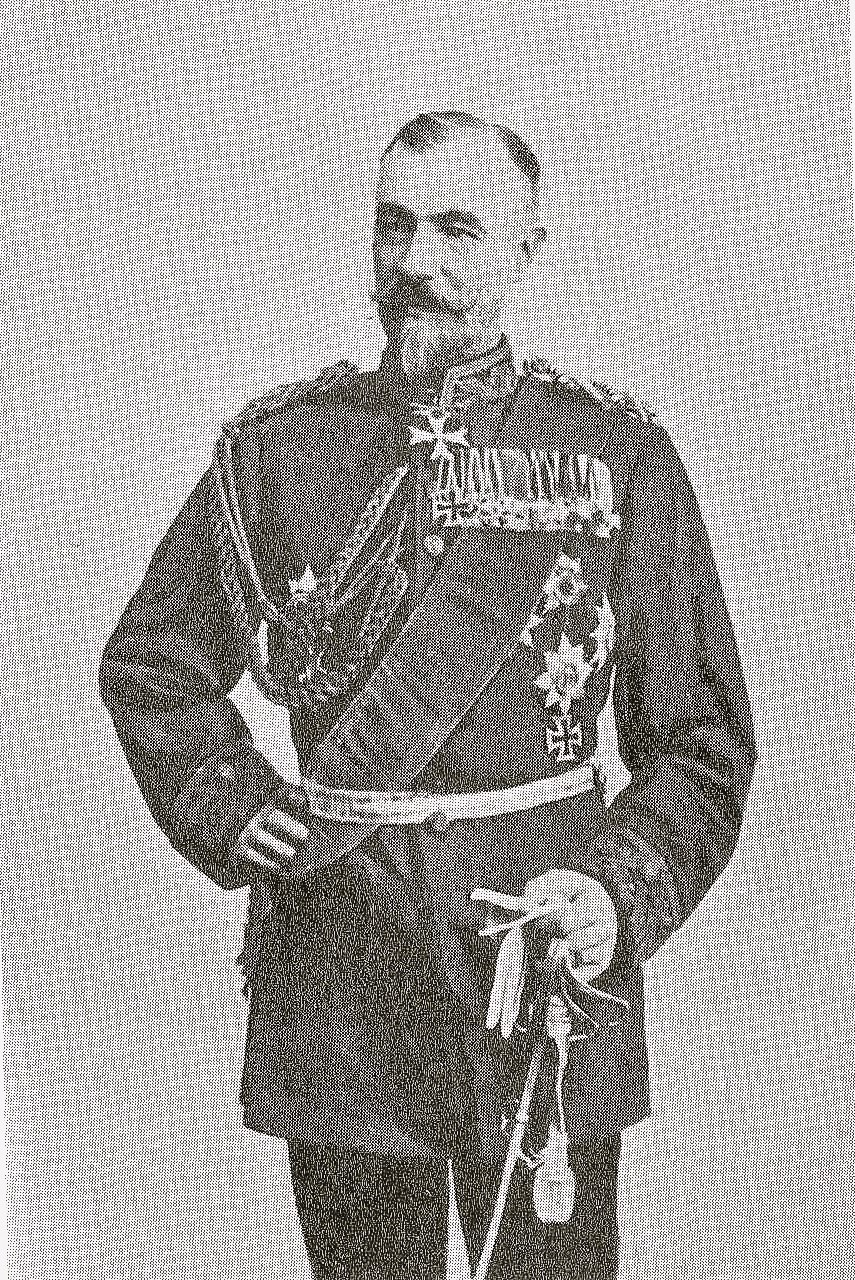
Walther Bronsart von Schellendorff, général et ministre de la Guerre

Walther Franz Georg Bronsart von Schellendorff (né le 21 décembre 1833 à Dantzig et mort le 13 décembre 1914 au manoir de Marienhof) est un général d'infanterie prussien, adjudant général de l'empereur Guillaume II et ministre d'État de la Guerre.

## Biographie

### Origine
Walther Bronsart von Schellendorff, seigneur de Marienhof et de Groß-Tessin, est issu d'une vieille famille noble prussienne et est le fils du lieutenant-général prussien Heinrich Bronsart von Schellendorff (1803-1874) et de son épouse Antonia (Antoinette), née de Rège (1810-1873). Il est le frère cadet de Paul Bronsart von Schellendorff, qui démissionne également de son poste de ministre de la Guerre en 1889.

### Carrière militaire
Bronsart von Schellendorf quitte l'école des cadets en 1851 pour le 1er régiment de grenadiers et est promu sous-lieutenant en 1852. Après des études à l'école générale de Guerre en 1855/58, il est nommé adjudant au commandement général du 1er corps d'armée en 1859, après avoir été transféré au 8e bataillon de chasseurs à pied. En 1860, il entre au département topographique de l'état-major général et est finalement transféré au grand état-major général en tant que capitaine en 1862.
Lors de la guerre germano-danoise de 1864, Bronsart von Schellendorff participe au siège de la redoute de Düppel. Il passe la guerre contre l'Autriche dans le quartier général du roi de Prusse.
Promu major, il devient officier d'état-major général de la 17e division d'infanterie à Kiel. En 1869, il est nommé commandant de bataillon du 87e régiment d'infanterie (de) à Mayence. Lorsque la guerre franco-prussienne éclate en 1870, il fait ses preuves en tant que chef d'état-major du 9e corps d'armée du général von Manstein, jugé difficile, avant de devenir chef d'état-major général du 13e corps d'armée. Il y est promu colonel en 1873.
En 1875, Bronsart von Schellendorff est nommé commandant du 89e régiment de grenadiers (de) à Schwerin. Il est placé à la suite dans ce régiment en 1893. Nommé commandant de la 34e brigade d'infanterie (de) en 1879, il est promu major général en 1880 et transféré en tant que chef d'état-major du 10e corps d'armée à Hanovre l'année suivante. En 1884, il devient lieutenant général et revient à la 17e division comme commandant. Nommé général commandant du 3e corps d'armée, il est promu général d'infanterie en 1889.
Afin de pouvoir prendre soin de sa femme malade, il demande à plusieurs reprises d'être démis de ses fonctions. Cette demande est acceptée en 1892 et il se retire dans le domaine de Marienhof près de Krakow am See, qui lui appartient depuis 1876. Lorsqu'il est mis à disposition, il est honoré par un ordre du cabinet stipulant que l'on continuerait à compter sur ses services. En conséquence, il continue à être inclus dans la liste des généraux actifs.
À l'automne 1893, il est réactivé lorsqu'il est nommé ministre de la Guerre. Dans cette fonction, il défend l'armée contre les attaques des sociaux-démocrates et promet une réforme du processus pénal militaire réclamée par le Reichstag. En raison de différends avec le cabinet militaire, il démissionne le 14 août 1896. Son départ en 1896 est regretté par tous les partis. Et ce, notamment parce qu'avec lui, la réforme du Code de procédure pénale militaire semblait être devenue une perspective lointaine et imprévisible à l'époque.
Bronsart von Schellendorff décède en 1914 dans son domaine de Marienhof Il est également propriétaire des domaines de Groß- und Klein-Tessin.

### Famille
Walther se marie le 26 septembre 1863 à Altona Harriet Helene Donner (née le 14 novembre 1841 à Altona et morte le 21 septembre 1917 au manoir de Marienhof), fille du marchand et banquier hambourgeois Bernhard Donner (de), conseiller budgétaire royal danois et propriétaire terrien du château de Bredeneek, et d'Hélène Schröder (de la lignée baronne).
Le mariage a neuf enfants, dont :
- Élisabeth (née le 3 août 1864 à Berlin) écrivain[5] mariée depuis 1895 avec le général d'infanterie Heinrich von Igel (de)
- Bernhard (1866-1952), lieutenant général allemand
- Véronika Hélène Antonie (né le 8 septembre 1867 à Kiel et morte en 1968), mariée avec Friedrich Bronsart von Schellendorf et mère du botaniste Huberta von Bronsart (de) (1892-1978)
- Walter Siegfried (1871-1963), lieutenant-colonel prussien et chevalier de l'ordre Pour le Mérite et accusé 1920/21 dans les procès de Leipzig[6].
- Hans Heinrich (né le 28 juillet 1874 à Cannstatt et mort le 20 décembre 1938 au manoir de Marienhof), seigneur de Marienhof et de Poppelvitz
- Paul Wolfgang Erich (né le 18 juin 1885 au manoir de Marienhof et mort en 1964)

## Récompenses
- Ordre de l'Aigle noir avec chaîne[7]
- Grand-croix de l'ordre de l'Aigle rouge avec des feuilles de chêne et des épées sur l'anneau[7]
- Ordre de la Couronne de 1re classe avec épées sur l'anneau[7]
- Croix de fer (1870) 2e et 1re classe[7]
- Croix de récompense du service prussien[7]
- Grand-croix de l'ordre de la maison d'Albert l'Ours[7]
- Grand-croix de l'ordre bavarois du mérite militaire[7]
- Grand-croix de l'ordre d'Henri le Lion avec épées[7]
- Grand-croix de l'ordre grand-ducal de Louis de Hesse[7]
- Commandant de 2e classe de l'ordre du Mérite de Philippe le Magnanime avec des épées[7]
- Croix du mérite militaire hessoise (de) le 30 janvier 1871[7]
- Grand-croix avec la couronne en or de l'ordre de la maison de la couronne de Wende[7]
- Grand-croix de l'ordre du Griffon[7]
- Croix du Mérite militaire du Mecklembourg de 2e classe[7]
- Grand-croix d'honneur de la maison d'Oldenbourg et ordre du mérite du duc Pierre-Frédéric-Louis[7]
- Ordre de la maison de la couronne de diamant[7]
- Grand-croix de l'ordre de la Couronne de Wurtemberg avec épées[7]
- 1re classe, 3e niveau de l'ordre du Double Dragon[7]
- Grand-croix de l'ordre du Sauveur[7]
- Grand-croix de l'ordre de Saint-Étienne de Hongrie[7]
- Ordre de la Couronne de fer de 3e classe[7]
- Grand-croix de l'ordre de l'Aviz[7]
- Ordre russe de Sainte-Anne de 1re classe avec diamants[7]